# Biskupství Ösel-Wiek
Biskupství Ösel-Wiek nebo také Biskupství osilské (estonsky Saare-Lääne piiskopkond, německy Bistum Ösel-Wiek, dolnoněmecky Bisdom Ösel-Wiek, latinsky Ecclesia Osiliensis) bylo poloautonomní knížectví zahrnující území dnešních estonských krajů Saaremaa, Läänemaa, Pärnumaa (západní část) a Hiiumaa.

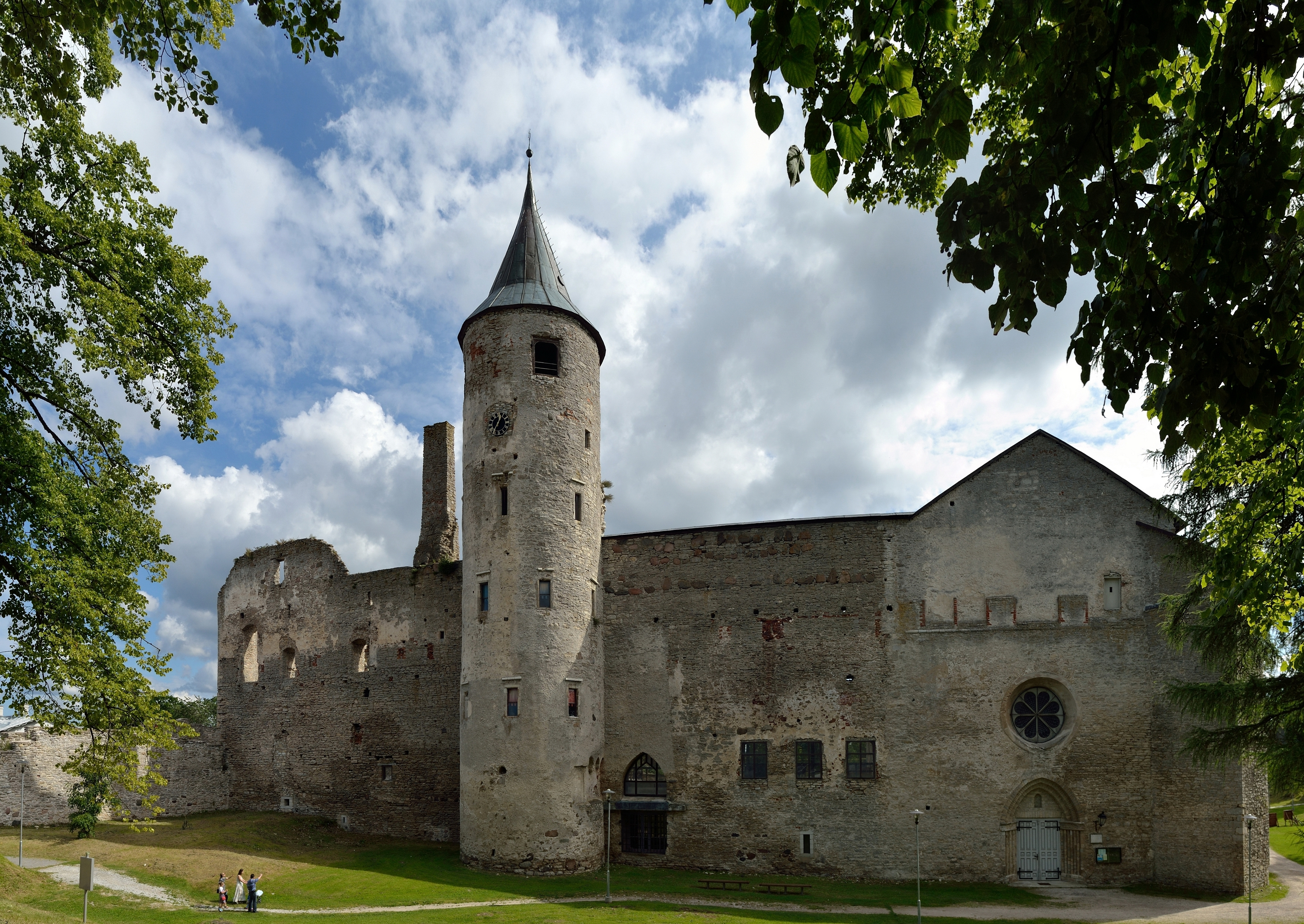
Ruiny biskupského zámku v Haapsalu

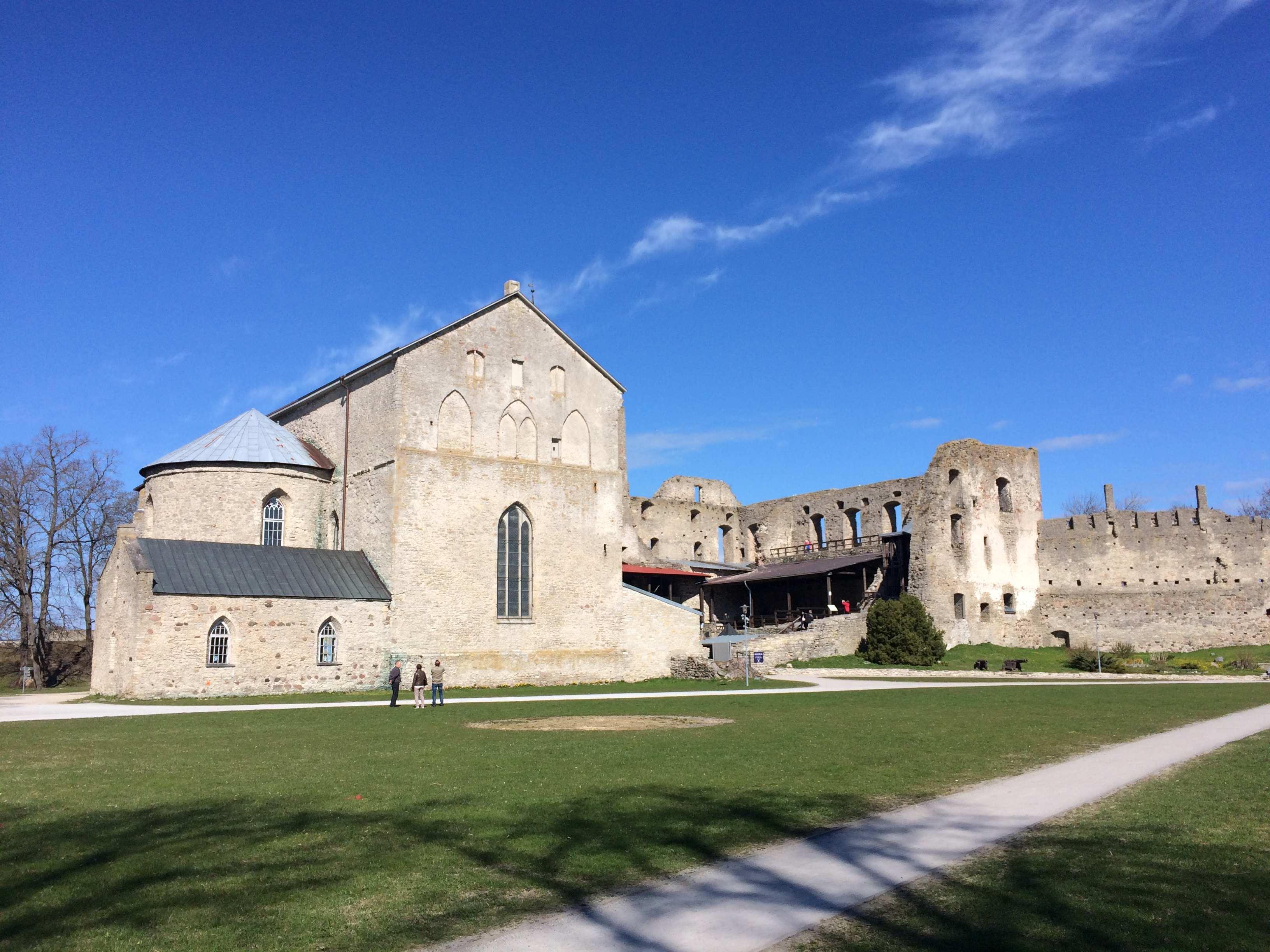
Ruiny biskupského zámku s katedrálou v Haapsalu

Bylo založeno v roce 1228 Vilémem z Modeny, legáta papeže Řehoře IX. jako kompromis mezi Římem a Řádem mečových bratří. Hlavním městem bylo město Haapsalu, ve kterém byla katedrála svatého Mikuláše a biskupský zámek. Druhým významným městem byl Arensburg v kraji Saaremaa. Bylo jedním z pěti panství-členů Livonské konfederace.
Biskupství existovalo do roku 1560, kdy jej biskup Johannes V. von Münchhausen prodal Dánsku. Dánský princ Magnus Livonský byl zvolen biskupem 13. května 1560. Poté postoupil Wiek (územní část biskupské oblasti) na účet polsko-litevské unie, za to na oplátku obdržel zbývající část Saaremaa, která patřila do Livonské větve Řádu německých rytířů.